# ジャヤラト・ジャヤワルダナ
ルバン・カニスタス・ジャヤラト・ジャヤワルダナ（Ruban Canistus Jayalath Jayawardena, シンハラ語: ජයලත් ජයවර්ධන, 1953年8月16日 - 2013年5月30日）はスリランカの医師、政治家、人権活動家。1994年スリランカ議会総選挙に統一国民党（UNP）から出馬し当選した。

## 生い立ち
1953年8月16日、スリランカ北西部のジャ・エラの裕福な家庭に生まれた。コロンボ大学医学部を卒業後、米国とロシアの大学院でそれぞれ医学修士号を取得した。
ウジータと結婚し、長男のカビンダ、長女のヴィンデャが生まれた。息子のカビンダは父の死後政治家として活動しており、2014年の西部州議会選挙ではガンパハ選挙区で2位当選し、州議会議員となった。
2013年5月30日、シンガポール滞在中に心停止を起こして死亡した。

## 政治家としての経歴
ジャヤワルダナはコロンボ大学医学部在学時に政治と社会活動に興味を持ち、赤十字にも参加した。そしてコロンボ国立病院勤務中には後に大統領となるラナシンハ・プレマダーサの担当医にもなった。
1994年、ジャヤワルダナは統一国民党推薦の全国比例区で総選挙に出馬し、初当選を果たした。その後D・B・ウィジェートゥンガ率いる統一国民党にて複数のポストを経験した。その後1998年にジャ・エラ支部長に就任し、2001年総選挙ではジャ・エラ選挙区から立候補し当選した。その後も党内の作業部会や人権委員会のメンバーとして活動した。
その後党内の全国労働者連合のトップに就任し、連合と国会議員の権利獲得のため活動した。一方でイギリス連邦等の会議に参加する度に国内の少数派の権利獲得のため活動した。2002年からはラニル・ウィクラマシンハ首相のもとリハビリテーション・再定住・難民大臣を務めた。そしてジュネーヴで開催された国連難民高等弁務官事務所（UNHCR）の大会で「国内避難民による持続可能な再定住」と題した演説を行った。

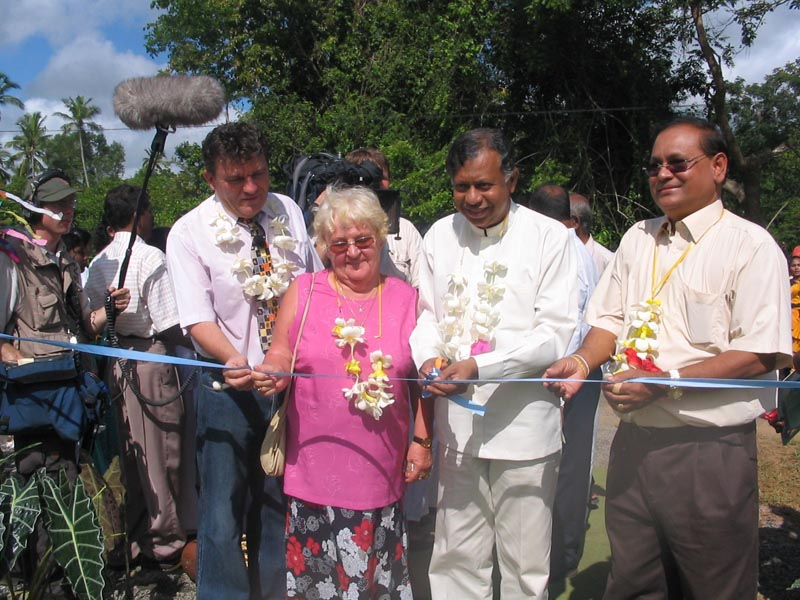
左から3番目がジャヤワルダナ（2005年10月28日）

スリランカ北部や東部に住む人々が平和に自由に生活できる環境づくりに加え、彼らの人権のためにも活動をつづけた。例えば、彼は北部・東部の遠隔地にある村の安全確保のため活動し、緊急時に使用するためのサイレンを提供した。これらは寺やカトリック教会、ヒンドゥー教寺院に設置された。それに加え、寺院には仏像、ジャ・エラの聖アンナ教会には聖アンナ像の設置を行った。これらの活動により、彼はカトリック教会、仏教徒、ヒンドゥー教徒、イスラム教徒を結びつける働きをした。
また医師として、国内テレビ局のTNLにて「ネト・パハン」という医療番組を14年間続け、世界で最も長く続いた医療番組としてギネスブックに記録された。また、テレビだけでなく新聞でも医療系の記事を寄稿していた。